# Cornflake Girl
Cornflake Girl – piosenka i pierwszy singiel z drugiej płyty Tori Amos pt. Under the Pink.
Utwór ten został wydany na singlu w Europie i Australii.
Merry Clayton śpiewa w tym utworze wers "the man with the golden gun".

## Opis utworu
Inspiracją tego utworu była rozmowa artystki ze swoim przyjacielem o zjawisku klitoridektomi w Afryce.

## Lista utworów na singlu
UK 7" Single
1. "Cornflake Girl" – 5:05
2. "Sister Janet" – 4:00

UK CD / Australian / German CD Single
1. "Cornflake Girl" – 5:05
2. "Sister Janet" – 4:00
Piano Suite
3. "All The Girls Hate Her" – 2:23
4. "Over It" – 2:11

UK Limited Edition CD Single
1. "Cornflake Girl" – 5:05
2. "A Case of You" – 4:38
3. "If 6 Was 9" – 3:59
4. "Strange Fruit" – 4:00

US CD Single (with different artwork)
1. "Cornflake Girl" (Edit) – 3:54
2. "Sister Janet" – 4:00
3. "Daisy Dead Petals" – 3:03
4. "Honey" – 3:47

## Notowania
| \| Lista (1994) \| Pozycja na liście \| \| ------------------------------------------ \| ----------------- \| \| Australia (Top 50 Singles)[2] \| 19 \| \| Belgia (Flandria) (Ultratop 50 Singles)[3] \| 38 \| \| Kanada (Billboard Canadian Hot 100)[4] \| 30 \| \| Niemcy (Top 100 Singles)[5] \| 73 \| \| Irlandia (Top 50 Singles)[6] \| 9 \| \| Holandia (Single Top 100)[7] \| 26 \| \| Nowa Zelandia (Top 40 Singles)[8] \| 41 \| \| Wielka Brytania (Singles Top 100)[9] \| 4 \| \| Stany Zjednoczone (Alternative Songs)[10] \| 12 \| |                   |
| Lista (1994) | Pozycja na liście |
| Australia (Top 50 Singles) | 19                |
| Belgia (Flandria) (Ultratop 50 Singles) | 38                |
| Kanada (Billboard Canadian Hot 100) | 30                |
| Niemcy (Top 100 Singles) | 73                |
| Irlandia (Top 50 Singles) | 9                 |
| Holandia (Single Top 100) | 26                |
| Nowa Zelandia (Top 40 Singles) | 41                |
| Wielka Brytania (Singles Top 100) | 4                 |
| Stany Zjednoczone (Alternative Songs) | 12                |